# Musicammore
Musicammore è un album di Nino D'Angelo, pubblicato nel 1994.

## Tracce
1. Strada vecchia – 4:18 (testo: N.D'Angelo – musica: C.Tortora-N.D'Angelo)
2. Cattivo amore – 4:15 (testo: N.D'Angelo – musica: C.Tortora-N.D'Angelo)
3. ’Na voce a telefono – 3:45 (Nino D'Angelo)
4. Tu si’ Napule – 3:50 (testo: N.D'Angelo – musica: G.Narretti)
5. lo cu ‘tte – 3:53 (Nino D'Angelo)
6. Piccolo grande amico mio carissimo – 4:12 (testo: N.D'Angelo-D. Di Rienzo – musica: C.Tortora-N.D'Angelo)
7. Più solo – 4:17 (testo: N.D'Angelo – musica: G.Narretti-A.Venosa-P.Colonna)
8. ’Na cosa ‘e niente – 3:48 (Nino D'Angelo)
9. Chi – 3:40 (testo: N.D'Angelo – musica: Sal Da Vinci)
10. Casa mia – 3:50 (Nino D'Angelo)

Durata totale: 39:48

## Formazione
- Nino D'Angelo - voce
- Adriano Guarino - chitarra
- Nuccio Tortora - tastiera, programmazione
- Leo Maddaloni - basso
- Agostino Mennella - batteria
- Maurizio Capone - percussioni
- Daniele Sepe - sax